# Tawfiq Okacha
Pour les articles homonymes, voir Okacha.
 (juillet 2013).
Si vous disposez d'ouvrages ou d'articles de référence ou si vous connaissez des sites web de qualité traitant du thème abordé ici, merci de compléter l'article en donnant les références utiles à sa vérifiabilité et en les liant à la section « Notes et références ».
Tawfiq Okacha (arabe : توفيق عكاشة), né le 24 janvier 1967, est un présentateur de télévision égyptien.

## Carrière
En tant que propriétaire de canal Faraeen (aussi désignée par « Al Fara'een »), il est souvent désigné comme un adversaire des libéraux et révolutionnaires égyptiens. Jusqu'à la fin de juin 2012, il a été considéré comme "un fervent partisan" du conseil suprême des forces armées.
Après 2012 et l'élection présidentielle en Égypte, Okacha a affirmé que le gouvernement des États-Unis et le conseil militaire au pouvoir en Égypte avaient truqué le scrutin en faveur du candidat des Frères musulmans Mohamed Morsi dans le cadre d'un complot visant à s'emparer des champs de pétrole égyptiens et les remettre à Israël, et que le vrai vainqueur de l'élection était Ahmed Shafik, un ancien général.
Sur sa chaîne, Okacha coanime une émission de télévision populaire appelée « Egypt Today ». Selon Egypt Independent, « Okacha affirme que Egypt Today a été regardée par plus de 300 millions de téléspectateurs à travers le monde arabe, un chiffre impossible à vérifier ». Les adversaires politiques de Okacha l'ont accusé d'utiliser l'émission pour "répandre des mensonges et des fantaisies" à leur sujet. En juillet 2012, un tribunal a ordonné l'arrêt d'Al-Faraeen pendant 45 jours.
Le 22 octobre 2012 Okacha a été reconnu coupable d'avoir insulté le président Mohamed Mursi et condamné à une peine d'emprisonnement de quatre mois et une amende de 100 livres égyptiennes (16,39 $ US). Okacha est resté libre en attendant l'appel. Amnesty International a protesté contre la condamnation, la qualifiant de "un nouveau coup à la liberté d'expression" et notant que l'organisation considérait Okacha comme prisonnier de conscience.[réf. nécessaire]
En juin 2013, le procureur général ordonne son arrestation pour « diffusion de fausse nouvelle ».
En mai 2017, il est condamné d'un an de prison à la suite d'une accusation de falsification du diplôme de doctorant d'une université américaine dont l'existence n'a pas été prouvée selon l'enquête de police.